# Сацабле
Сацабле (груз. საწაბლე) — село в Грузії.
За даними перепису населення 2014 року в селі проживає 105 особи.